# Perdita vestita
Perdita vestita är en biart som beskrevs av Timberlake 1958. Perdita vestita ingår i släktet Perdita och familjen grävbin. Inga underarter finns listade i Catalogue of Life.